# Milan Janša
Milan Janša (født 26. september 1965 i Jesenice) er en slovensk tidligere roer.

## Rokarriere
Janša markerede sig første gang på den internationale roscene, da han i 1983 vandt VM-sølv for juniorer i toer uden styrmand; her repræsenterede han Jugoslavien. Ved OL 1988 i Seoul roede han toer med styrmand, stadig for Jugoslavien, og her blev han nummer otte. Ved VM i 1989 vandt han bronze i samme båd, en bedrift han gentog i 1990.
Herefter repræsenterede han det nu uafhængige Slovenien, og sammen med Sadik Mujkič, Sašo Mirjanič og Janez Klemenčič stillede han ved OL 1992 i Barcelona op i firer uden styrmand. De blev nummer tre i deres indledende heat og nummer to i deres semifinale, og i finalen var australierne bedst og vandt guld, mens USA tog sølvmedaljerne og slovenerne bronze ganske tæt foran tyskerne. Klemenčič var med i samme disciplin ved OL 1996 i Atlanta, hvor det blev til en fjerdeplads, hvilket også var tilfældet ved OL 2000 i Sydney. Ved VM i 2001 var han med til at vinde bronze, men ellers var han med til at blive nummer fire ved flere andre VM-stævner.

## OL-medaljer
- 1992:  Bronze i firer uden styrmand